# Лахесалу, Лаури
Лаури Лахесалу  (эст. Lauri Lahesalu; 29 марта 1979, Таллин, Эстонская ССР, СССР) — эстонский хоккеист, защитник и капитан своей национальной сборной. С 2012 года выступает за французский клуб «Анжер». До этого много времени провел в чемпионате Финляндии.
Является одним из сильнейших защитников в истории эстонского хоккея.

## Достижения
- Обладатель Кубка Франции по хоккею: (2007)